# 波上宮
波上宮（なみのうえぐう）は、沖縄県那覇市にある神社。近代社格制度では官幣小社に列格され、現在では神社本庁の別表神社に指定されている。
那覇港を望む高台の上に位置し、「なんみんさん」「ナンミン」として親しまれてきた。琉球八社の一つで、全国一の宮会より琉球国新一の宮に認定されている。年間を通し多くの参拝客で賑わうが、季節毎に行事があり、なかでも5月17日の例大祭に合わせて開かれる「なんみん祭」は、多数の催し物でとくに賑わう。

## 祭神
『日本の神々 -神社と聖地- 13 南西諸島』では、主祭神からも分かるように熊野信仰の系列に連なっており、また琉球王国の総鎮守であると述べている。現在も沖縄総鎮守として信仰されている。
主祭神
- 伊弉冊尊 （いざなみのみこと）
- 速玉男尊 （はやたまをのみこと）　左神座
- 事解男尊 （ことさかをのみこと）　右神座

相殿神
- 竈神（火神）
- 産土大神
- 少彦名神 （薬祖神）

## 歴史
当宮創建の年代は不詳である。しかし『琉球宗教史の研究』では、琉球八社は真言宗寺院に併置され、その創建の由緒を見ると多くは社寺同時に創建されたものと考えられることから、当宮は察度王の御代、護国寺が開山した時期（貞治7年、1368年）に創建されたのではないかと推測している。一方、島尻勝太郎は、頼重法印が亡くなった1384年が護国寺の開山という説が通説になっていて、波上宮の創建がそれ以前（1368年）とされていることについては、異説を唱えている。いずれにせよ創建は王国時代で、琉球八社は王府が管理していた官社であったが、歴史書で創建年が明らかにされている神社は、長寿宮（浮島神社）1451年、安里八幡宮1466年などで、15世紀頃には創建されていたとも考えられる。
『波上宮 略記』では、遥か昔、人々が海の彼方の海神の国（ニライカナイ）の神々に豊穣や平穏を祈った聖地が当社の鎮座する波の上の崖端で、拝所として日々の祈りを捧げたのに始まると述べている。当地での遥に関して『海上の道』では、波の上の丘陵の高みにおいて、毎年、日を定めてこの付近の居留者が各々の故郷の方角に向けて香炉を置き、自身の本国に向かって遥拝する「ネグミ拝み」と言う祭りが近代まで行われていたことを紹介している。
天啓3年（1623年、和暦では元和9年）完成の『おもろさうし 第十』には「国王様よ、今日の良き輝かしい日に聞得大君を敬って、国中の人々の心を集め揃え、石鎚金槌を準備して石を積み上げ、波の上、端ぐすくを造り聖地へ参詣し給えば、神も権現も喜び給う。」と言う意味の“おもろ”がある。『おもろさうし 上』はこの中に詠われる「波の上、端ぐすく」が当宮鎮座地であると解説し、『日本の神々 -神社と聖地- 13 南西諸島』では当宮創建を詠った“おもろ”ではないかと紹介している。

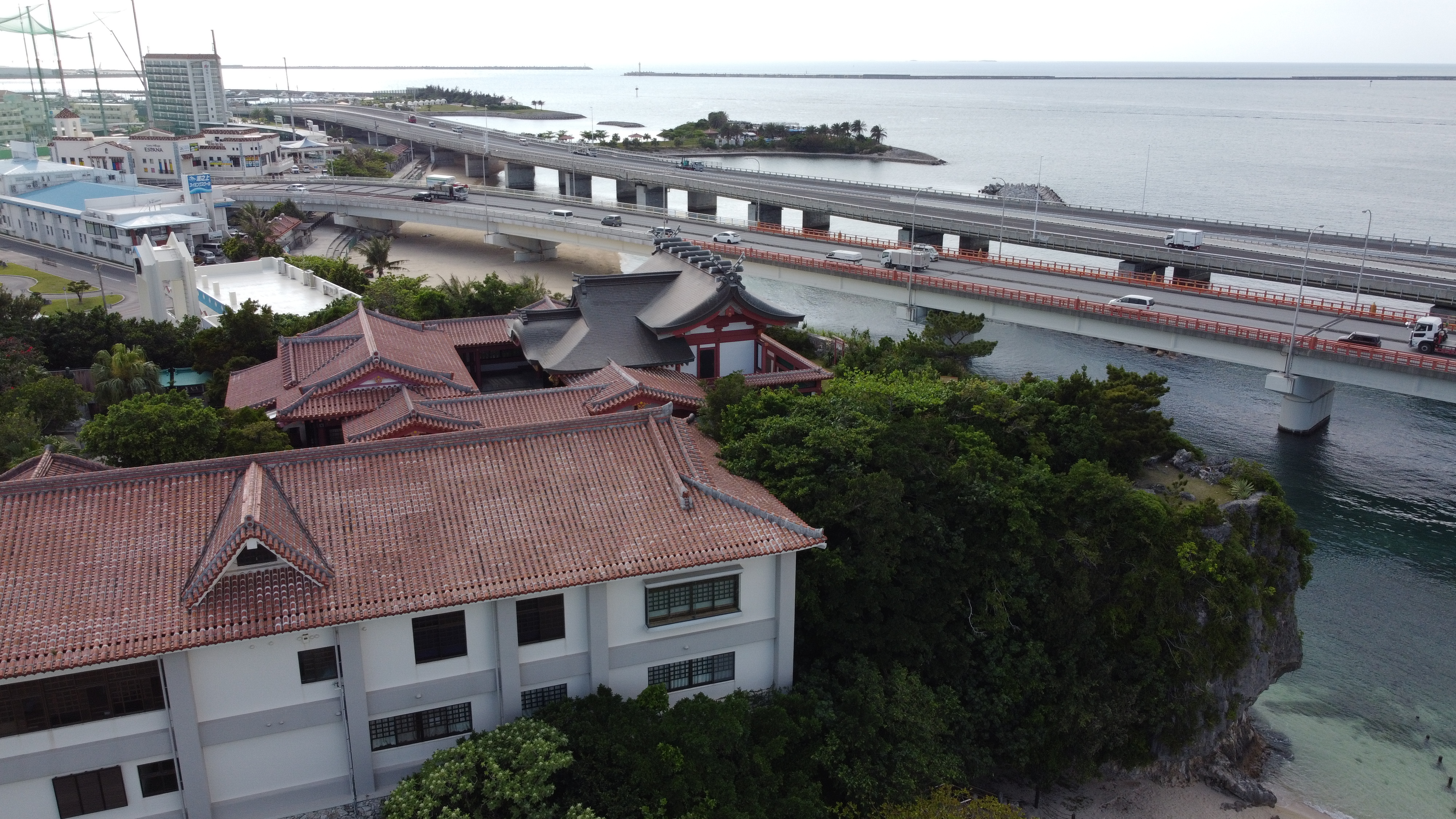
東側から見る波上宮と浮島神社（空撮）

『神と村』では、グスクは古代祖先達の共同葬所（風葬所）であり、納骨洞穴が拝所になった場所は「テラ」と称される場合があると述べたうえで、上記“おもろ”に記された「なみのうへ　は　げらへて　はなぐすく　げらへて　ものまいり　しよわちへ　てらまいり　しよわちへ」の「てら」が、古代「鼻（はな）ぐすく」と呼ばれた当宮鎮座地にある「波上洞穴遺跡」を指しており、この地が祖先達の葬所を根源とする「神の居所」であることが覗われると述べている。
慶長10年（1605年）に倭僧・袋中良定が著した『琉球神道記 巻第五』の「波上権現事」では当宮を琉球国第一大霊現と述べ、さらに以下のような当宮の創設伝承を記している。
南風原の崎山里主という者が釣りをしていると、ある日浜辺で「光り、ものを言う」霊石を見つけた。この石に祈るたびに豊漁となるので、諸神がこの霊石を奪おうとした。そこで崎山里主が当地へ逃れると「吾は熊野権現也、この地に社を建て祀れ、然らば国家を鎮護すべし」との神託があった。崎山里主は琉球王府にこれを奏上し、社殿が創建された。
上記の伝承は、琉球の固有信仰として古くからあった石体信仰と熊野信仰が結合したものであろうと『古代文学講座11 霊異記・氏文・縁起』では考察している。また、上記と同様の伝承が康熙52年（1713年、和暦では正徳3年）に国王へ上覧された琉球王府編纂の地誌『琉球国由来記 巻11』にも記されている。
正平23年（1368年）、頼重法印が当宮の別当寺として護国寺を建立、その後一時衰微し、紀伊国熊野から補陀落渡海の果てに琉球へ漂着した真言宗の僧侶日秀上人により大永2年（1522年）再興されたと俗説では語られる。再興にあたり日秀は熊野三所大権現の本地仏である阿弥陀如来・薬師如来・千手観音を刻して安置している。
王国時代には寺社座の管理下にあり、国王や役人が公式行事として参拝した記録が残り、琉球八社の中で最も格式のある神社であった。
当時の那覇は浮島で、1451年に長虹堤（ちょうこうてい）と呼ばれる橋が建設され、那覇は沖縄本島はつながり、それを機に大型の外国船が入港できる港が整備され、那覇にも多くの人が移り発展、薩摩の役人や中国からの渡来人など多くの外国人が住んだという。波の上は王国時代には「端城（はなぐすく）」とよばれて、那覇の突端であるとともに、神の居住地であることを意味したという。波上宮はもともと琉球古来の神に祈りを捧げる聖地・拝所であり、その周りに他国の信仰の場となる施設が建てられたとされる。
寛永10年（1633年）に社殿が焼失したが、本地三尊像は護国寺に移されていて難を逃れた。焼失した社殿は同12年（1635年）に再建されている。さらに享和3年（1803年）社殿が大破したため、それまでの本地三尊像を3殿に分けて安置する形式から1殿に安置する三戸前として改築した。

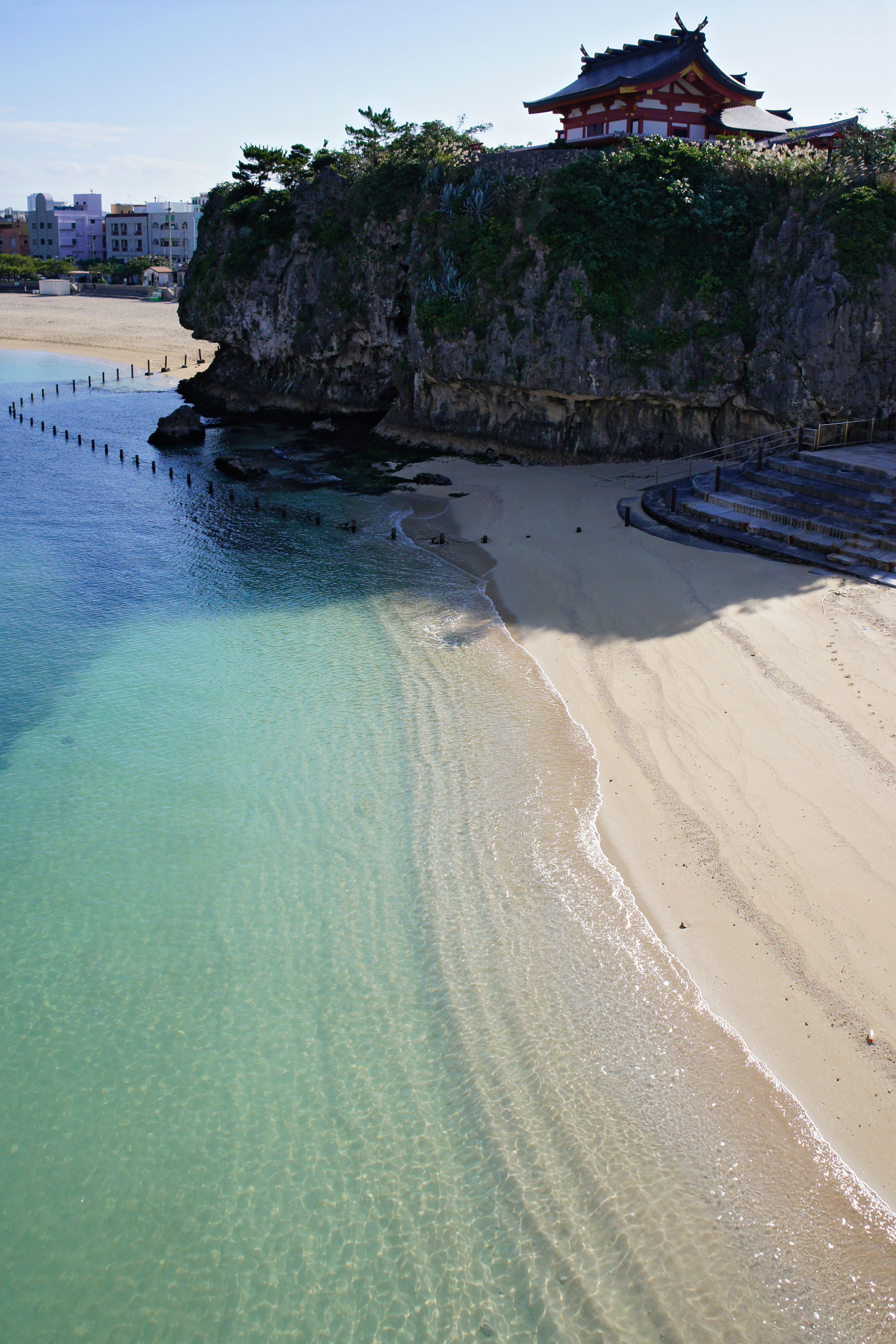
波上宮と那覇で唯一の遊泳可能なビーチである波の上ビーチ

明治に入り近代社格制度によって官幣小社へ列格され、明治23年（1890年）5月17日に御鎮座告祭式を行った。この御鎮座告祭式の日が、明治26年（1893年）から例大祭の日となっている。『琉球宗教史の研究』によれば、官幣小社へ列格される前年（1889年）に沖縄県が国幣中社の認定を申請していたが、皇室の祖神である伊弉冊尊を祀っていたことを理由として格上げのうえ列格されたのだと言う。昭和10年（1935年）には御再興三百年祭を催行。さらに昭和13年（1938年）頃にかけて神苑を整備している。

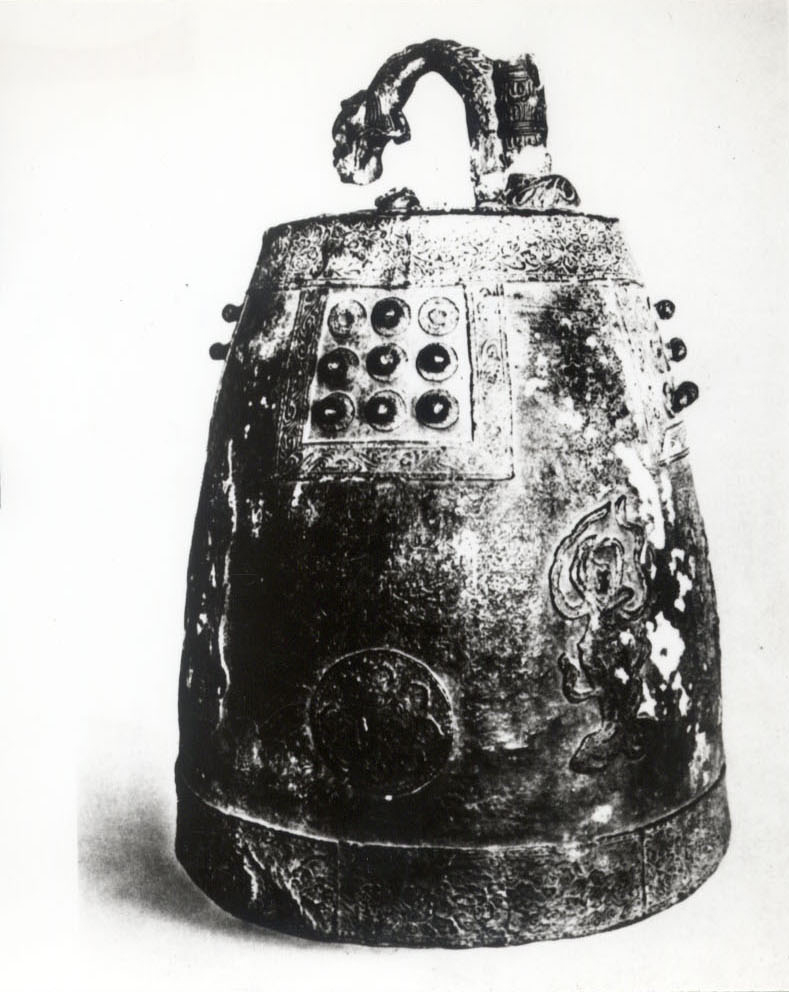
かつて波上宮にあった梵鐘。顕徳3年（956年）に高麗で鋳造されたもので、『歴代宝案』の記録から成化3年（1467年）に朝鮮から琉球へ贈られたと推測される。明治40年（1907年）に古社寺保存法に基づく国宝（現行の重要文化財に相当）に指定されたが、沖縄戦でほとんど破壊された。残存した竜頭は昭和60年（1985年）に沖縄県指定有形文化財に指定され、現在は沖縄県立博物館・美術館が所蔵する。

太平洋戦争末期の昭和20年（1945年）、戦火が迫ったことから宮司がご神体を奉じて摩文仁村へ避難した。しかし境内は激しい沖縄戦の中で鳥居を残し全てが灰燼に帰してしまった。
沖縄戦で壊滅的な損害を被った当宮であったが、昭和23年（1948年）には別表神社へと指定された。昭和27年（1952年）宮司が復興に着手。翌28年（1953年）ハワイ移民の寄進により本殿と社務所を再建、本土へも呼びかけ昭和36年（1961年）には拝殿が再建された。昭和47年（1972年）に本土復帰を迎えて沖縄復帰奉告祭が行われ、皇室より幣帛料を賜っている。昭和62年（1987年）旧社務所並びに参集所を撤去し、新しい社務所が新築された。
平成2年（1990年）御大典を記念して一の鳥居を改築した。さらに平成の御造営により本殿と拝殿を再建、平成5年（1993年）に完成して正遷座祭が催行された。翌6年（1994年）5月に全整備事業の終了により竣功奉告祭が催されている。平成15年（2003年）には第二社務所を新築、平成18年（2006年）長年に亘り信仰の場・景勝地として親しまれてきたことを理由に、当宮敷地一帯が「波上（なんみん）」として那覇市より史跡・名勝文化財へ指定された。
現在、宮内には沖縄県神社庁の事務所が置かれ、沖縄における神道の活動拠点の一つとなっている。

## 浮島神社
内仮宮の浮島神社がある。
これは、尚金福王の代に、それまで島だった那覇と首里を結ぶ「長虹堤」の建設を始めるも幾度となく頓挫、1451年（景泰2年・宝徳3年）に天照大神を日本本土から招き、祈願したところ完成したため、那覇若狭町に天照大神を祀った長寿宮を創建した。これが後に浮島神社と呼ばれ、さらに1988年（昭和63年）に波上宮内仮宮に遷座されたものである。
長寿宮は史書で確認できる琉球最初の神社建立である。

## 施設・遺構など

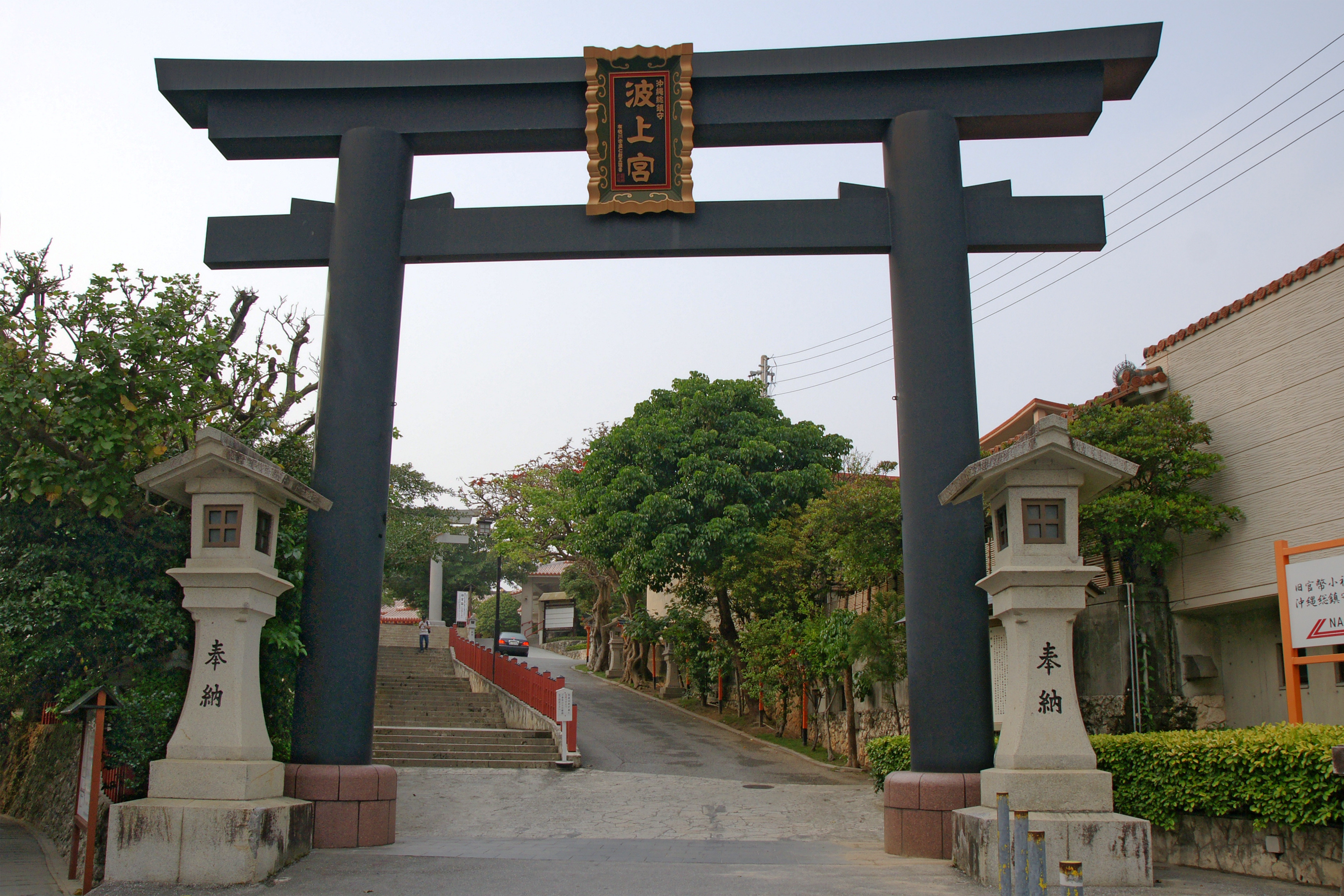
一の鳥居 平成2年（1990年）御大典を記念して改築された。
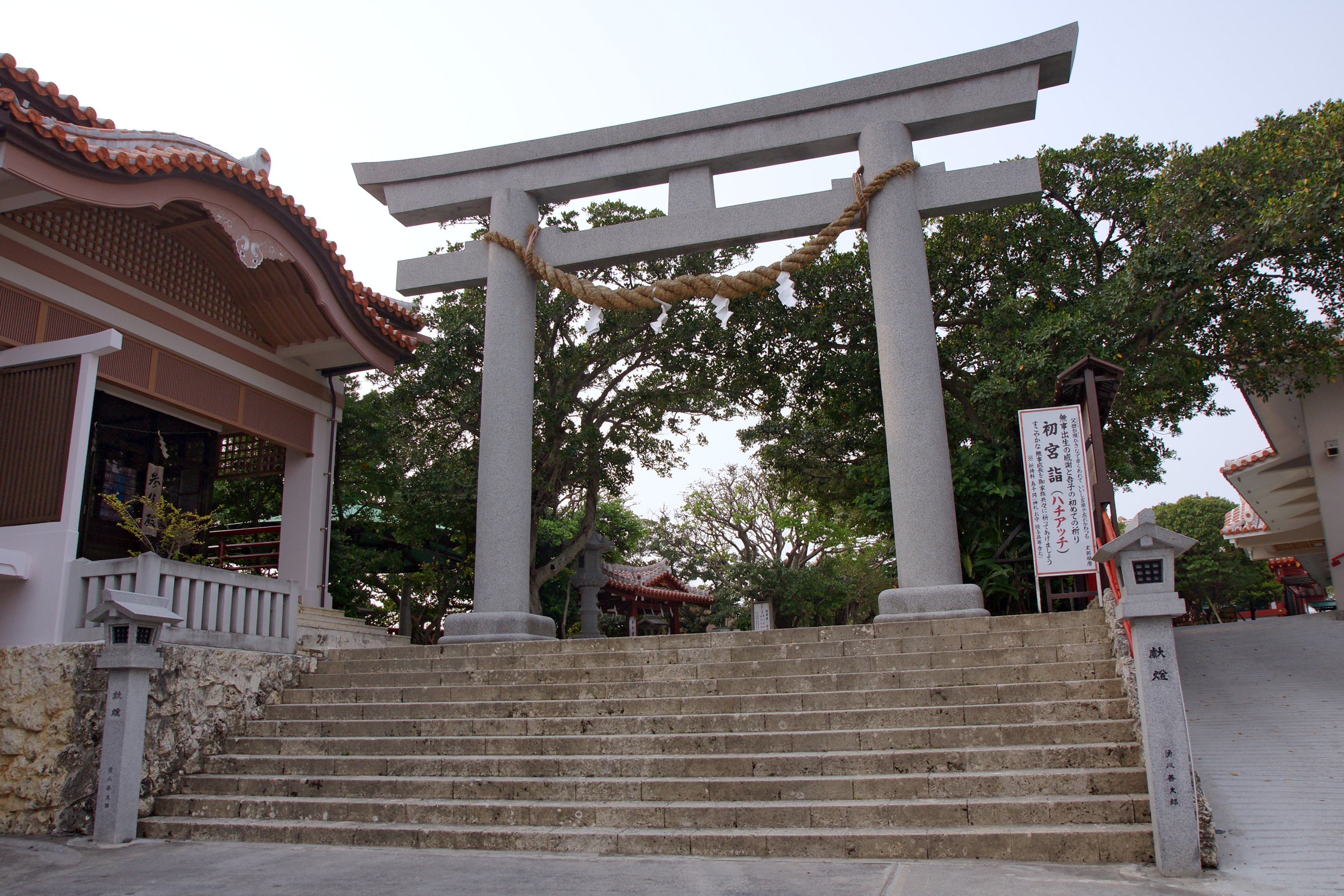
二の鳥居
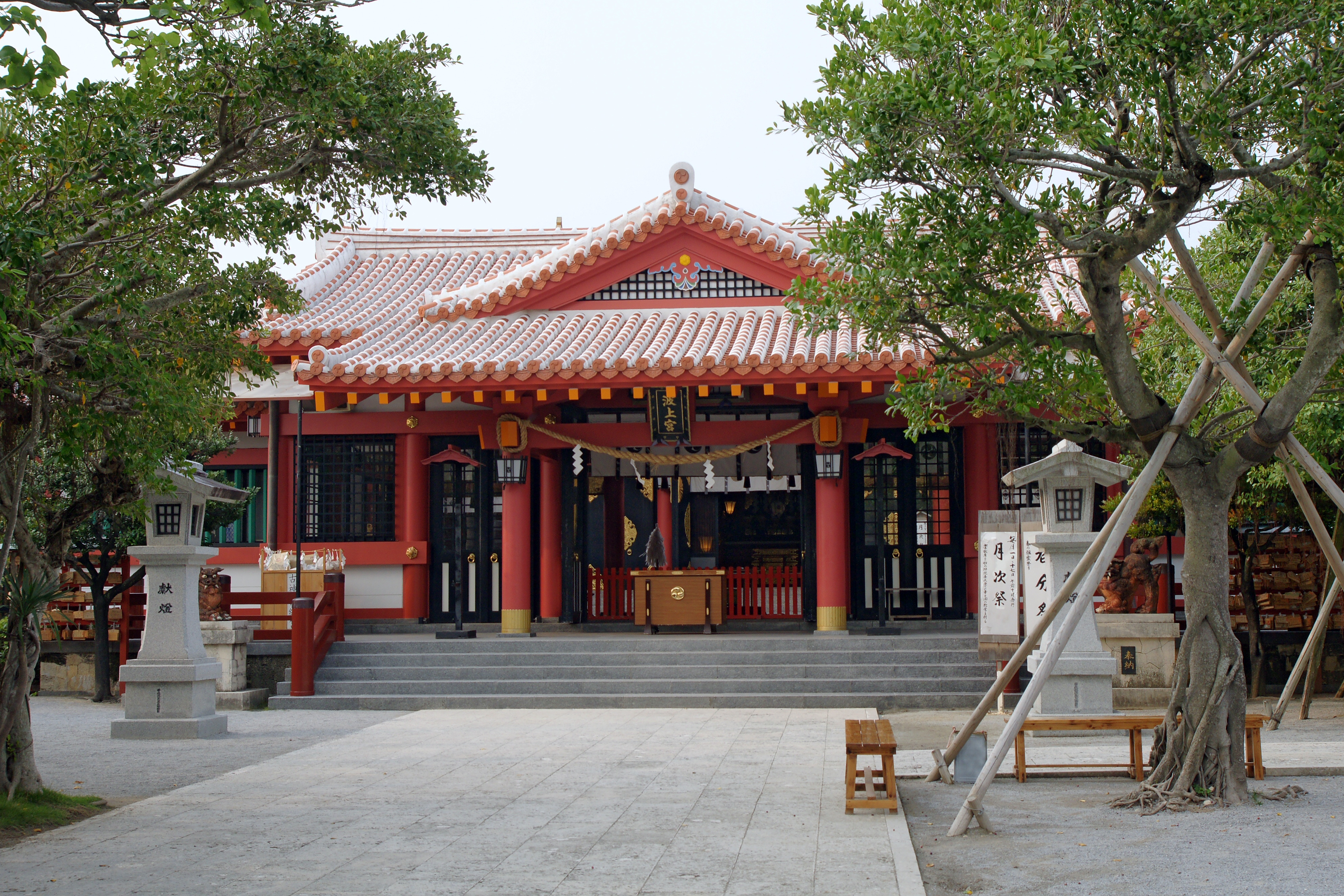
拝殿
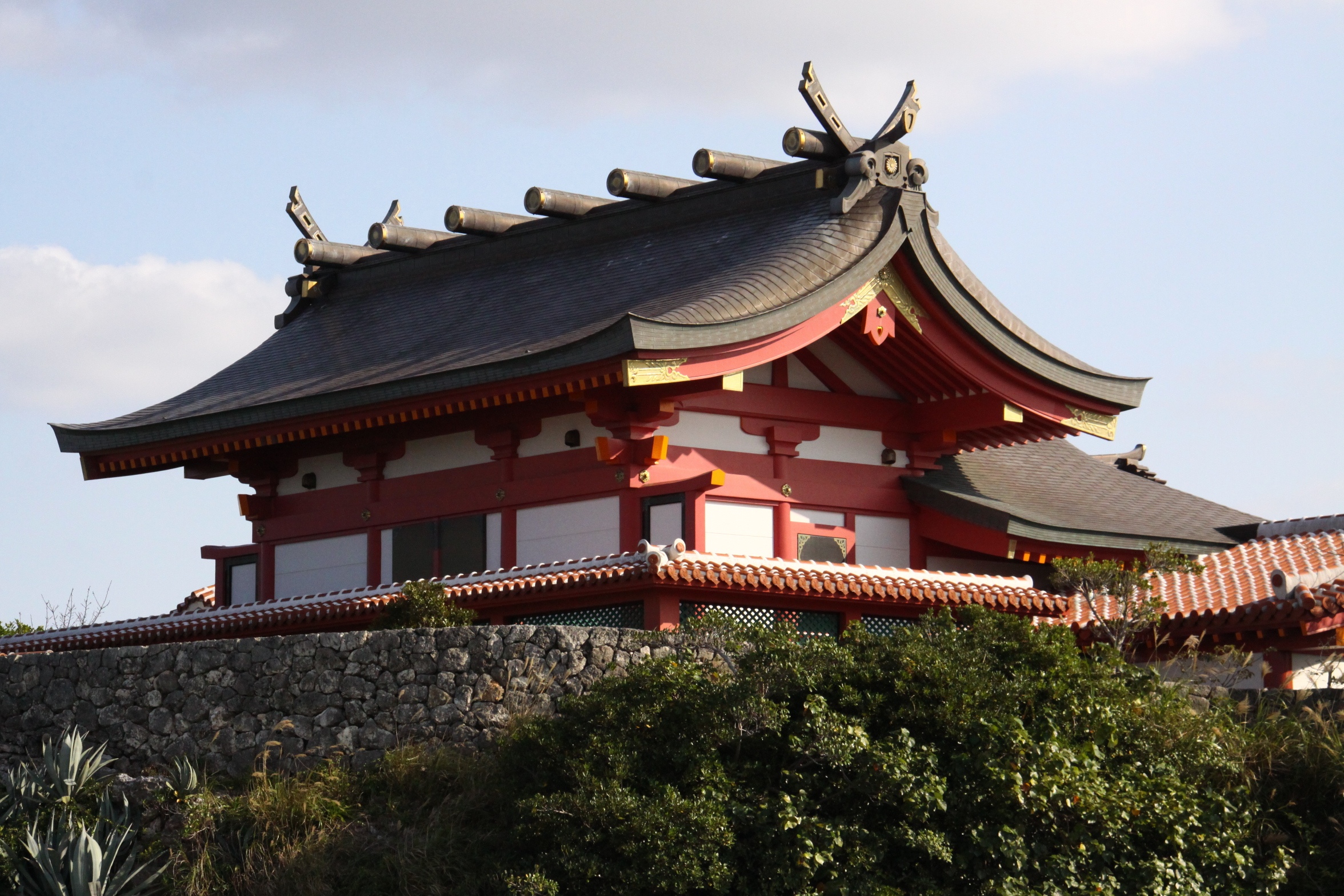
本殿 平成5年（1993年）に拝殿と共に造営された本殿。
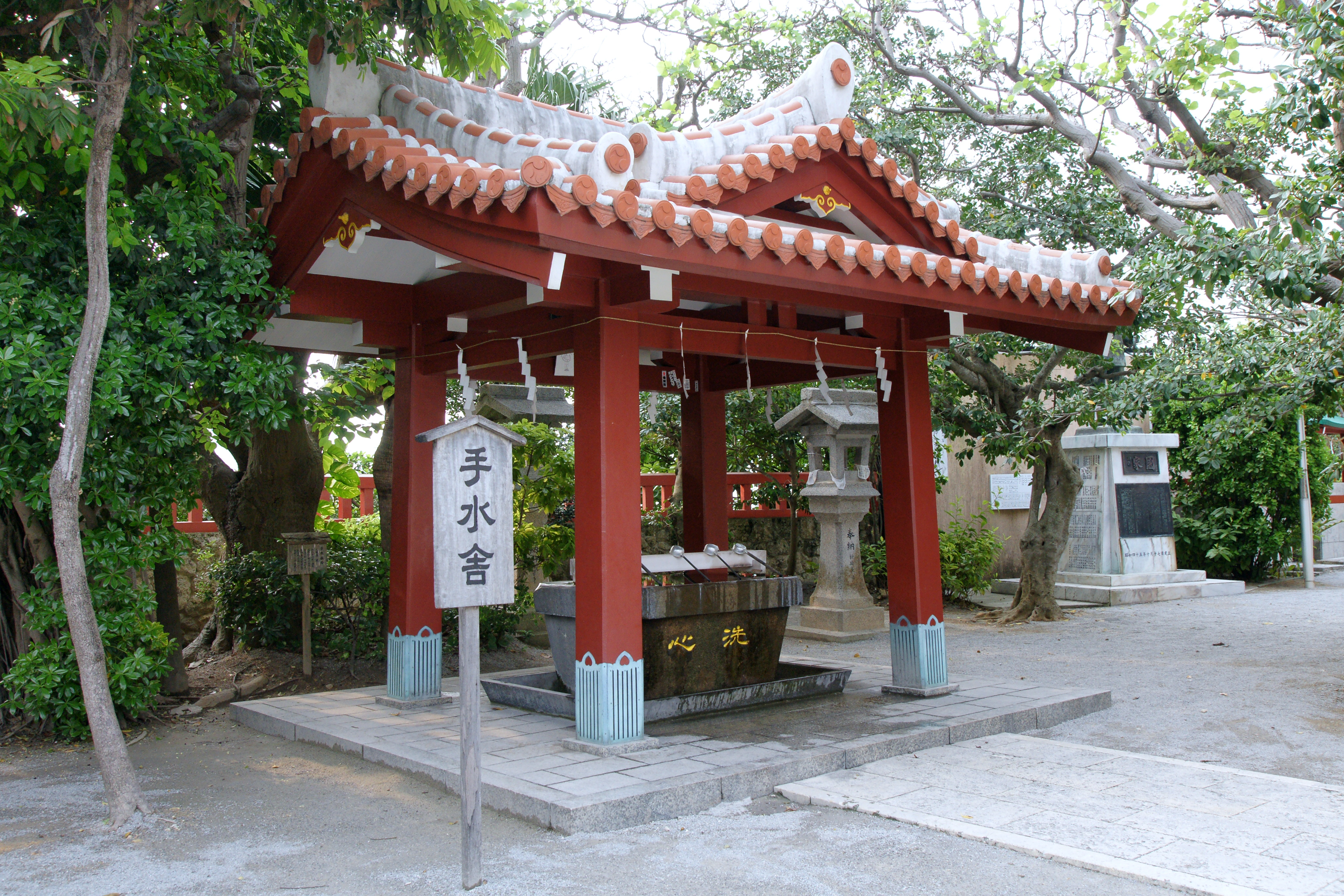
手水舎
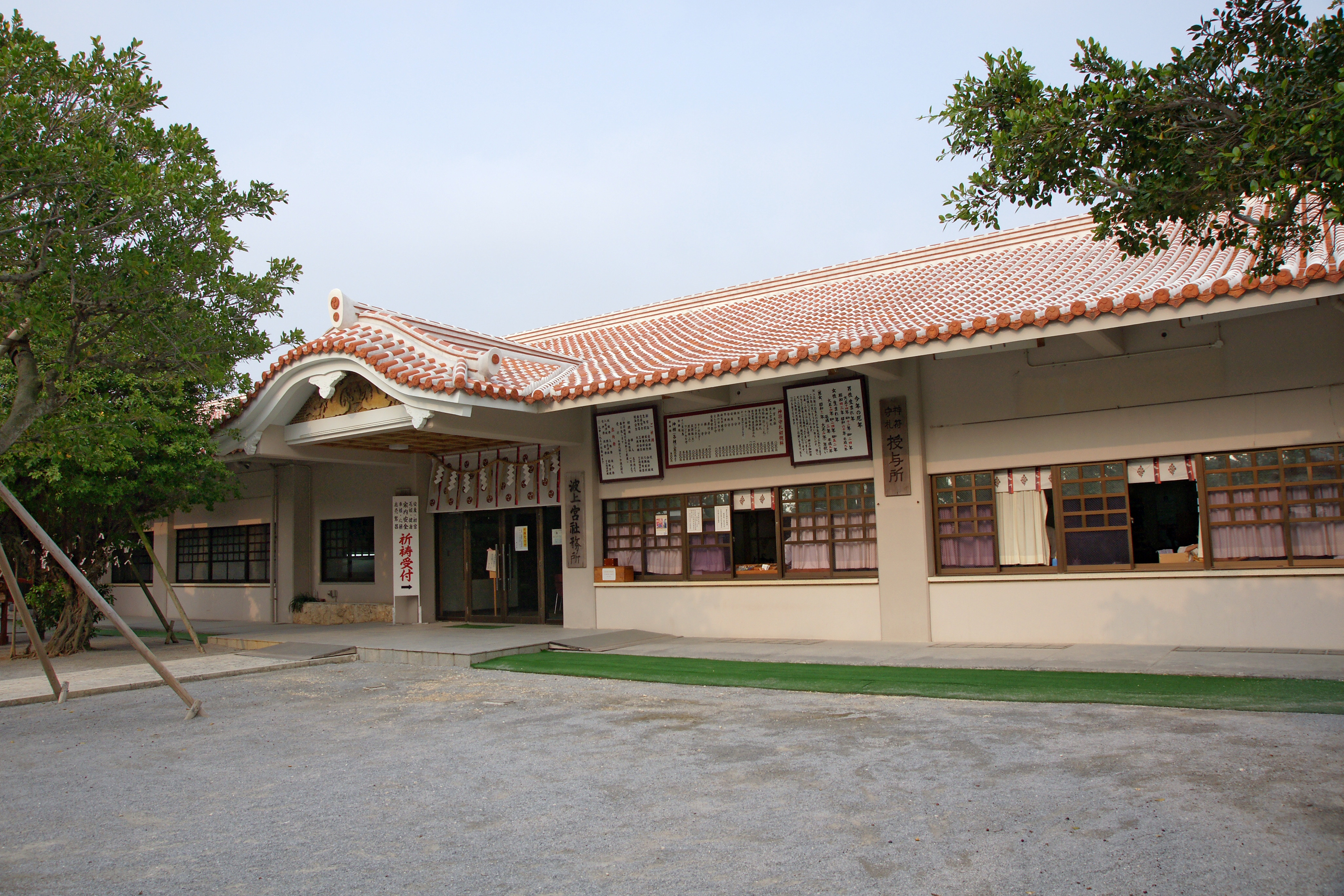
社務所 昭和62年（1987年）の新築。
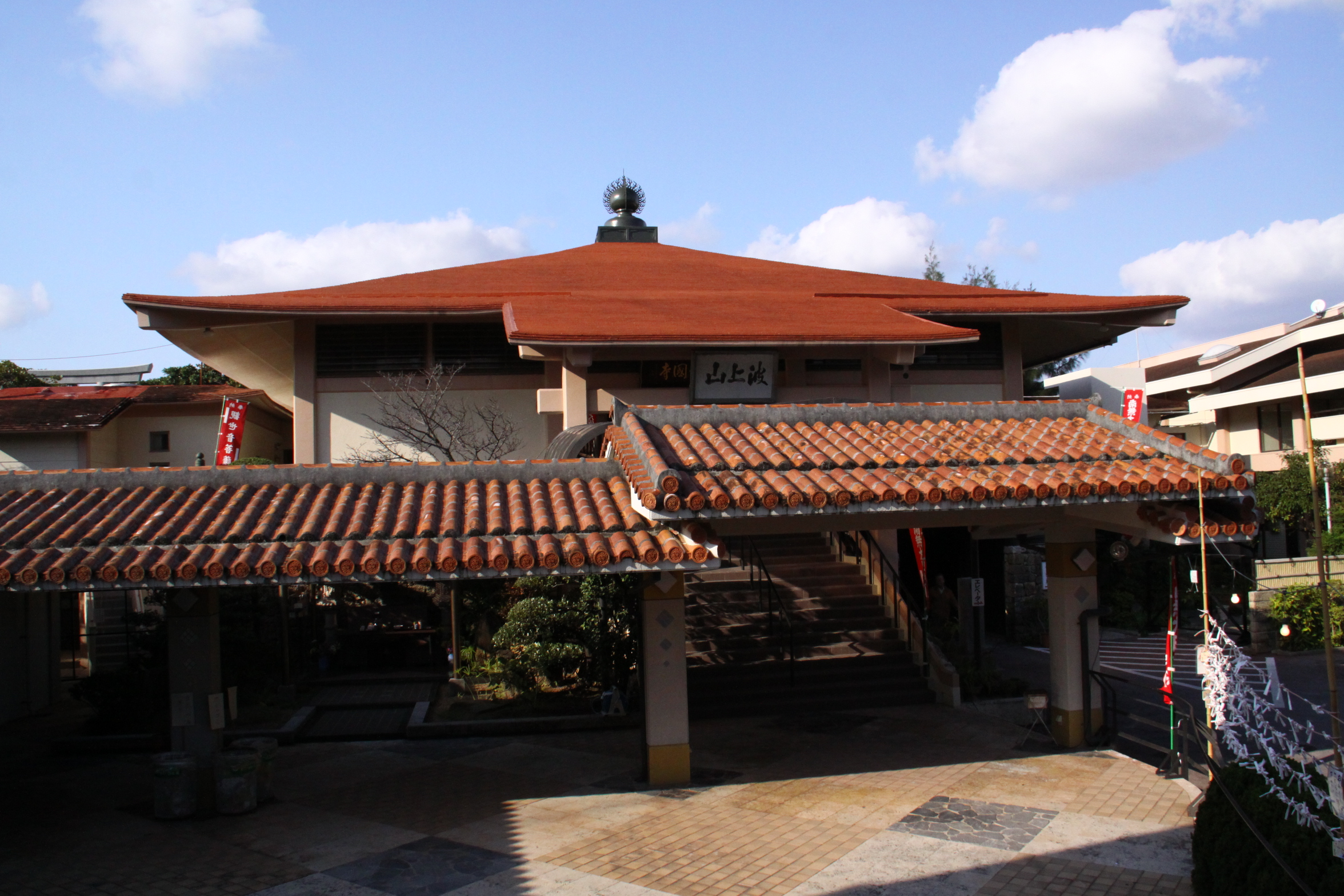
護国寺 当宮南側に隣接する。往古は当宮の別当寺であった。
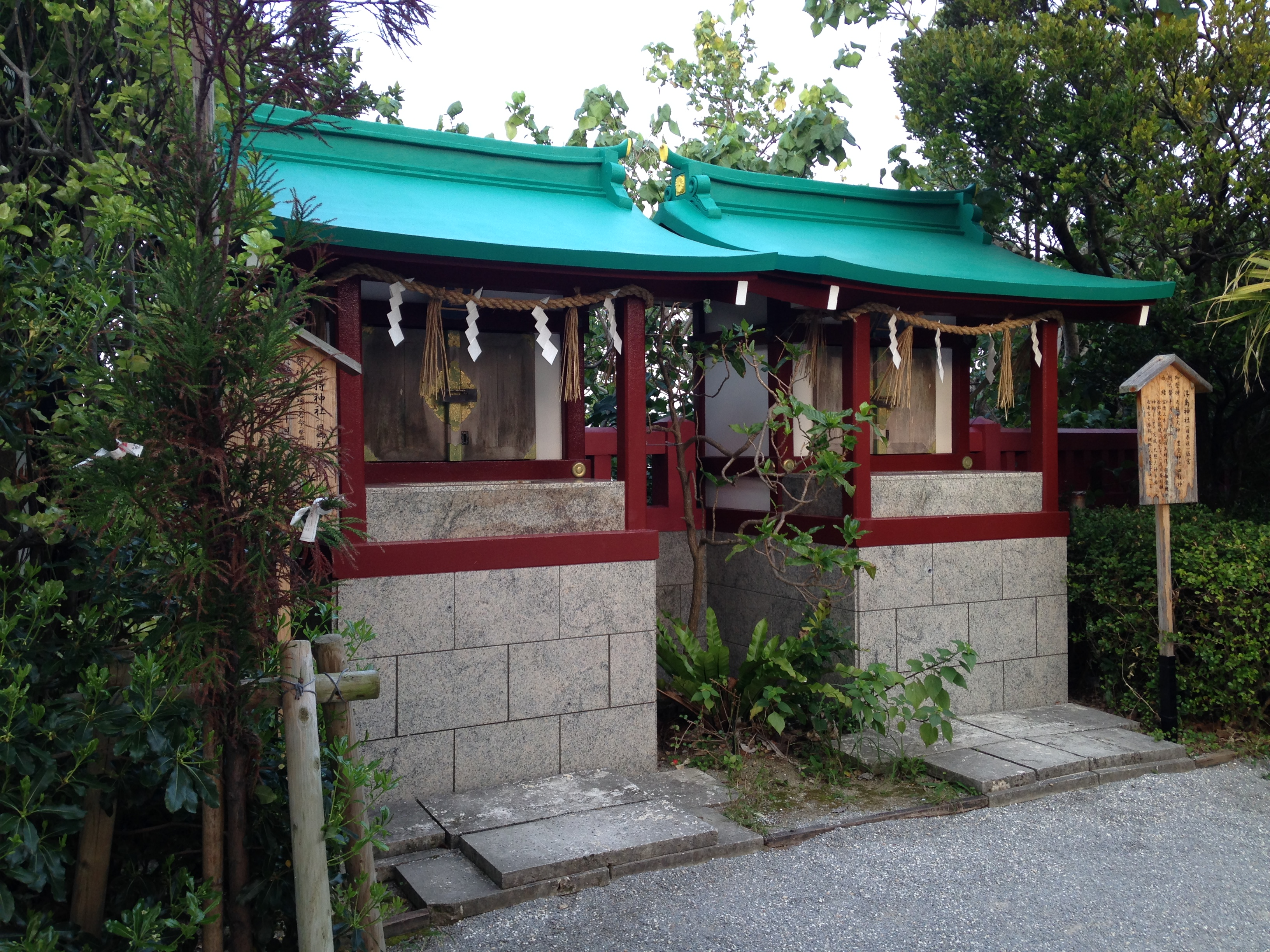
境内仮宮 世持神社（左）・浮島神社（右）。

## 祭事

### 毎月の祭祀
- 1日・17日　月次祭

### 主たる年間祭祀
| 1月 | 1日  |          |  | 歳旦祭 |  | 9月  |      | 秋分の日 |  | 秋分祭         |
| 1月 | 3日  |          |  | 元始祭 |  | 10月 | 17日 |          |  | 神嘗祭・当日祭 |
| 2月 | 3日  |          |  | 節分祭 |  | 11月 | 3日  |          |  | 明治祭         |
| 2月 | 11日 |          |  | 紀元祭 |  | 11月 | 15日 |          |  | 七五三祭       |
| 2月 | 17日 |          |  | 祈年祭 |  | 11月 | 23日 |          |  | 新嘗祭         |
| 3月 |      | 春分の日 |  | 春分祭 |  | 12月 | 23日 |          |  | 天長祭         |
| 4月 | 29日 |          |  | 昭和祭 |  | 12月 | 25日 |          |  | 御煤納         |
| 5月 | 17日 |          |  | 例大祭 |  | 12月 | 31日 |          |  | 大祓・除夜祭   |
| 6月 | 30日 |          |  | 大祓   |  |      |      |          |  |                |

## アクセス
- 沖縄都市モノレール（ゆいレール）

県庁前駅より西へ1km。駅前のパレットくもじ前バス停から那覇バス乗車、西武門バス停下車。
- 那覇バス

1番（首里牧志線）・2番（識名開南線）・3番（松川新都心線）・5番（識名牧志線）・15番（寒川線）・45番（与根線）で西武門（にしんじょう）バス停下車。（またはバスマップ沖縄を参照）
- 国道58号

泉崎交差点から北西へ1km。

## 映画
- 『風が通り抜ける道』沖縄県後援、カンヌ国際映画祭2023年 披露上映作品、沖縄国際映画祭2023年 正式出品作品、一般劇場公開2024年（イオンエンターテイメント）